# Jan Aleksander Janiak

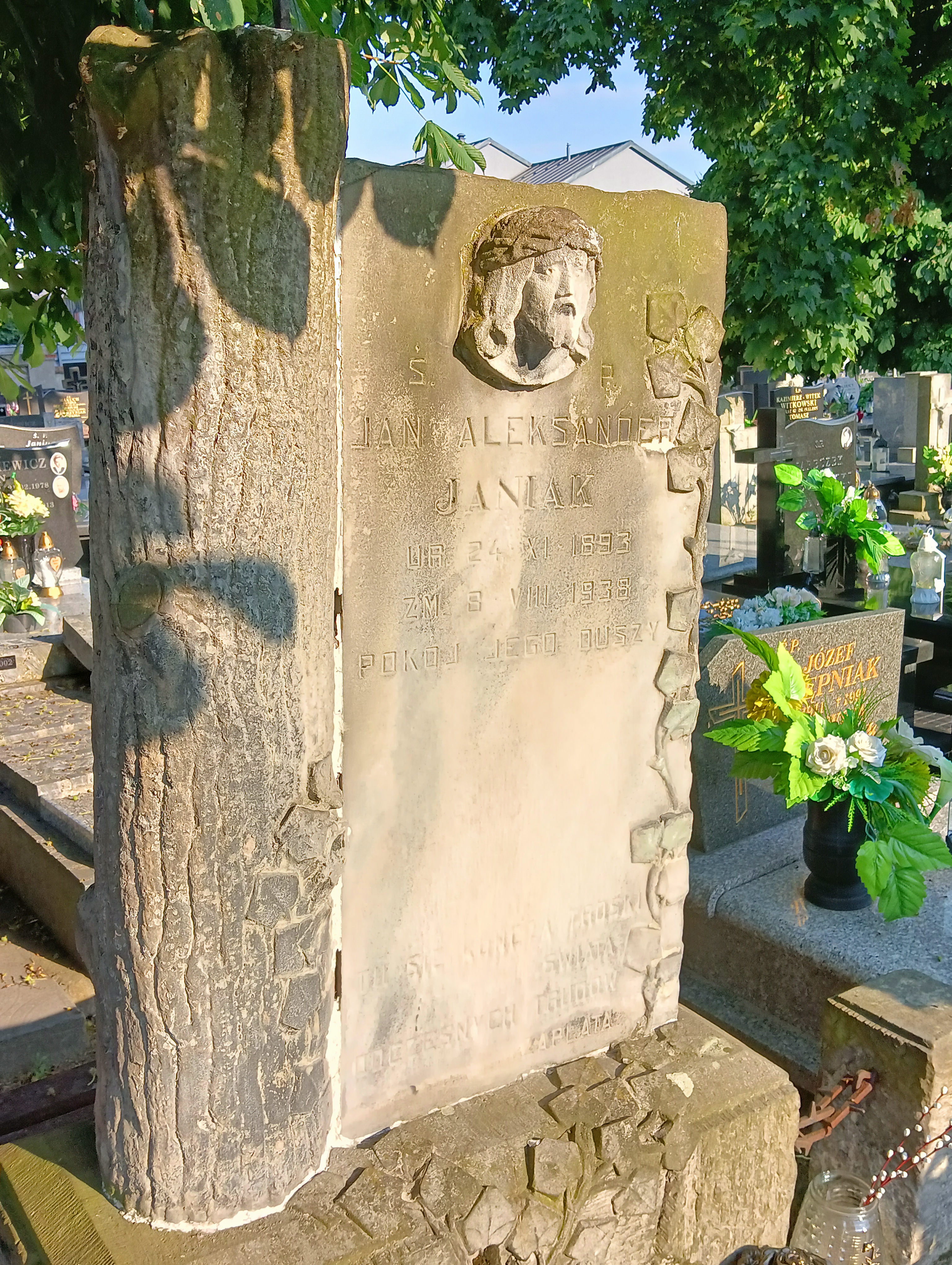
Grób Jana Aleksandra Janiaka na Cmentarzu Parafialnym w Kutnie.

Jan Aleksander Janiak (ur. 24 listopada 1893 w Kutnie, zm. 8 sierpnia 1938 tamże) – polski działacz społeczny i samorządowy, poseł II i III kadencji II RP, przywódca PPS w Kutnie.

## Życiorys
Urodził się jako syn szewca Michała i Julii z Kacprowiczów. Wychował się rodzinie o tradycjach patriotycznych. Po śmierci ojca i powtórnym małżeństwie matki, wychowaniem syna zajął się jej ojciec, Antoni Kacprowicz, który uczestniczył w powstaniu styczniowym. Janiak edukację zakończył na szkole powszechnej, ze względu na słabe warunki materialne. Pod odbyciu stażu w miejscowym Sądzie Gminnym, otrzymał pracę biurową w Fabryce Maszyn Rolniczych Alfreda Vaedtke w Kutnie.
W czasie I wojny światowej należał do konspiracyjnej Polskiej Organizacji Wojskowej, a w 1920 roku uczestniczył w wojnie polsko-bolszewickiej jako żołnierz 37 Łęczyckiego Pułku Piechoty. Po demobilizacji, pracował w administracji kutnowskiego Szpitala im. św. Walentego. Następnie brał udział w zebraniach robotniczych, wiecach, pochodach i strajkach, rozwijając swoją działalność polityczną. W 1922 roku, kandydował do Sejmu I kadencji i przegrał z Ludwikiem Śledzińskim, został pierwszym zastępcą posła. Zasiadał wśród radnych Rady Miejskiej II kadencji, był kierownikiem Powiatowej Kasy Chorych, którą współorganizował. Zainicjował utworzenie Towarzystwa Uniwersytetu Robotniczego w Kutnie. 
Po wyborach do Sejmu z dnia 4 marca 1928 roku, został wybrany na posła. Kandydował również do Sejmu II kadencji, ale został aresztowany. W następstwie tego pełnił jedynie rolę zastępcy posła. Wkrótce uzyskał mandat po zmarłym pośle PPS, Franciszku Rogowskim. Pracował w komisjach: opieki społecznej i inwalidzkiej oraz zdrowia publicznego. 
Po zakończeniu kadencji, pracował w Zarządzie Głównym Związku Cukrowników Polskich w Warszawie i zajmował się tzw. Czerwonym Harcerstwem w Kutnie. Autor wielu artykułów i korespondencji w prasie lokalnej socjalistycznej: Gazecie Kutnowskiej, Pobudce i ogólnopolskim Robotniku.
Zmarł 8 sierpnia 1938 roku. W pogrzebie uczestniczyło ponad 4 tysiące osób. Pochowany na Cmentarzu Parafialnym w Kutnie.

## Rodzina
W 1918 roku ożenił się z Gabrielą Szakowską. Miał syna i dwie córki.